# Bodendorf (Gemeinde Katsdorf)
Bodendorf ist eine Ortschaft in der Gemeinde Katsdorf im oberösterreichischen Mühlviertel.
Bodendorf liegt auf 290 m ü. A. Es hat seinen Namen vom einstigen Schloss Pottendorf. Diese Pottendorfer gehörten jedoch dem niederen Adel an und sind mit den Namensgebern des niederösterreichischen Ortes Pottendorf nicht verwandt. Siehe → Schloss Bodendorf.
Bodendorf liegt zwischen den Orten Breitenbruck in der Gemeinde Wartberg ob der Aist und dem Ort Nöbling und dem Fluss Gusen.
Zugleich ist Bodendorf der Name der Katastralgemeinde, die der Gemeinde Katsdorf entspricht, sie umfasst auch alle weiteren Orte innerhalb der Gemeinde.